# Chile ríe y canta Vol. II
Chile ríe y canta Vol. II es un álbum de música folclórica de varios intérpretes, lanzado en Chile por el sello discográfico EMI Odeón en 1966. Entre los distintos intérpretes destaca la afamada banda Quilapayún, la cual en ese entonces todavía no grababa ningún álbum propio, interpretando el tema «El pueblo», compuesto por Ángel Parra.
El título del álbum hace relación a la segunda edición de la serie de discos de la peña folclórica Chile Canta y Ríe, programa radial creado por René Largo Farías en 1963 para Radio Minería.

## Lista de canciones
| N.º | Título                      | Música                              | Intérprete                 | Duración |  |
| 1.  | «Parabién de tierra triste» | Claudio Gutiérrez                   | Mira y Poncho              |          |  |
| 2.  | «El pueblo»                 | Ángel Parra                         | Quilapayún                 |          |  |
| 3.  | «Refalosa de San Antonio»   | Adriana Pérez Luco                  | Voces de Mar Adentro       |          |  |
| 4.  | «Kuri Huentru»              | Efrañin Nahuelpán                   | Los Nahuelpangui           |          |  |
| 5.  | «El estribero»              | Raúl de Ramón                       | Gabriela y Mario Villaseca |          |  |
| 6.  | «Vini, Vini»                | Los Pascuenses                      | Los Pascuenses             |          |  |
| 7.  | «Tamarugal»                 | Sofanor Tobar                       | Conjunto Pilmaiquén        |          |  |
| 8.  | «El peregrino de Emaus»     | Esteban Gumucio, Andrés Opazo       | Los Huasos de Algarrobal   |          |  |
| 9.  | «La celada»                 | tradicional, recop. Rolando Alarcón | La Taguada                 |          |  |
| 10. | «El gallo en su gallinero»  | tradicional                         | Olga y Patricia            |          |  |
| 11. | «Camanchaca»                | Humberto Dinamarca                  | Humberto Dinamarca         |          |  |
| 12. | «El solitario»              | Willy Bascuñán                      | Conjunto Pukara            |          |  |
| 13. | «Refalosa universitaria»    | Richard Rojas                       | Voces del Trumao           |          |  |
| 14. | «El zorro chilote»          | Raúl de Ramón                       | Las Solteronas             |          |  |